# 徐耀 (清朝)
徐耀（—1855年），江苏嘉定縣南翔鎮徐家池（今上海市寶山區葑塘）人。清朝暴動領袖。

## 生平
徐耀在嘉定南翔镇發動农民組成罗汉党。1853年，徐耀在南翔大德寺和尚貫之的舉報下被逮捕入獄。8月，罗汉党千餘名成員發動暴動（第一次嘉定起義），占领嘉定县城，搗毀县署，驱逐知县冯检，釋放徐耀。不久羅漢黨撤回南翔。徐耀与青浦农村的天地会組織联合，在上海小刀会协助下，又發動第二次嘉定起义，再度攻佔嘉定县城。上海小刀会起义后，徐耀被推舉为招讨将军。不久清軍攻佔嘉定，徐耀与周秀英率領部分起义军进入上海戰鬥。1855年，徐耀在突圍時陣亡。